# Ziggi Recado
Ricardo Blijden (Rotterdam, 1981), beter bekend onder zijn artiestennaam Ziggi Recado, is een Nederlands reggaezanger van Antilliaanse afkomst.

## Biografie
Ziggi Recado werd in Rotterdam geboren als Ricardo Blijden, maar werd op Sint Eustatius opgevoed door zijn grootouders, die zevendedagsadventisten waren. Zijn grootmoeder was pianiste van de kerk en zij gaf hem de bijnaam Ziggi. Op zijn zesde jaar ging Blijden in het kerkkoor en in de padvinderij speelde hij in een drumband. Toen hij twaalf jaar oud was, verhuisde hij naar Aruba.
Toen hij op achttienjarige leeftijd naar Nederland terugkeerde om informatica te studeren, belandde hij via vrienden in de opnamestudio's en tekende hij een contract met het onafhankelijke platenlabel Rock 'N Vibes Entertainment. In 2006 bracht hij onder de artiestennaam 'Ziggi' het album In Transit uit. Daarop stond de hitsingle "Need to tell you this", wat Ziggi internationale bekendheid gaf.
Ziggi toerde in 2008/2009 onafgebroken, waarna in 2011 zijn album Ziggi Recado verscheen.
In 2012 bracht Ziggi in eigen beheer twee ep's uit: #Liberation en Liberation 2.0. In 2012 verscheen de videoclip voor de single 'Liberation' en in 2013 de video voor het nummer 'Nothing but Love / Pure & Divine'.
In 2014 volgde zijn laatste studioalbum Therapeutic, uitgebracht door het Amerikaanse label Zion High Productions.

## Discografie

### Albums
| Album met eventuele hitnotering(en) in de Nederlandse Album Top 100 | Datum van verschijnen | Datum van binnenkomst | Hoogste positie | Aantal weken | Opmerkingen |
| ------------------------------------------------------------------- | --------------------- | --------------------- | --------------- | ------------ | ----------- |
| So Much Reasons                                                     | 2006                  | -                     |                 |              |             |
| In transit                                                          | 2008                  | 27-09-2008            | 52              | 4            |             |
| Ziggi Recado                                                        | 2011                  | 23-04-2011            | 74              | 2            |             |
| #Liberation                                                         | 2012                  | -                     |                 |              |             |
| Liberation 2.0                                                      | 2012                  | -                     |                 |              |             |
| Therapeutic                                                         | 2014                  | -                     |                 |              |             |

### Singles
| Single met eventuele hitnotering(en) in de Nederlandse Top 40 | Datum van verschijnen | Datum van binnenkomst | Hoogste positie | Aantal weken | Opmerkingen                                         |
| ------------------------------------------------------------- | --------------------- | --------------------- | --------------- | ------------ | --------------------------------------------------- |
| Till morning                                                  | 2006                  | 18-11-2006            | 38              | 2            | als Ziggi / met Ali B / Nr. 42 in de Single Top 100 |

- Bibliothèque nationale de France: cb160019221 (data)
- International Standard Name Identifier: 0000 0000 5905 1890
- MusicBrainz: 3b10ae34-bf68-4b7c-a94c-ee41077d9edb
- Virtual International Authority File: 85956419